# Ardiçkaya, Ermenek
Ardıçkaya là một xã thuộc huyện Ermenek, tỉnh Karaman, Thổ Nhĩ Kỳ. Dân số thời điểm năm 2011 là 1.325 người.